# Eisengrau
Ne doit pas être confondu avec l'eigengrau, couleur vue par l’œil humain en l'absence de lumière
Eisengrau (« gris acier ») était un label musical ainsi qu'un point de ralliement de la scène punk ouest-berlinoise entre 1979 et 1985. Il se situait dans la Goltzstraße 37 à Berlin-Schöneberg.

## Historique
L'initiative de départ était de lancer un concept store pour promouvoir la culture underground. La boutique a été ouverte en juin 1979 par les deux musiciennes Bettina Köster et Gudrun Gut. Les pulls tricotés par Gudrun Gut sur machine serviront ensuite à habiller le groupe Mania D, fondé par les deux musiciennes, durant le tournage en Super 8 de leur film Fashion Intelection. Beaucoup des membres de la scène des « dilletantes géniaux » de l'époque allaient se fournir chez Eisengrau. Un produit du magasin qui avait fait fureur était des porte-monnaies recyclés à partir de revues pornographiques trouvées dans les poubelles. Le nom du magasin, gris acier, est inspirée de la couleur des caisses abandonnées par le locataire précédent du local. La couleur prédominante des vêtements vendus dans la boutique était le gris.
Puisque Bettina Köster et Gudrun Gut consacrait de plus en plus temps à leur groupe musical, Köster a vendu le magasin à Blixa Bargeld, qui était auparavant basé dans la Langenscheidtstraße. Outre les vêtements ou les accessoires vendus dans la boutique, Bargeld a utilisé les locaux comme studio d'enregistrement. Les cassettes des groupes qui venaient jouer étaient directement vendues dans la boutique. La boutique est donc devenue un studio et un label musical underground. Blixa Bargeld y vendait également son magazine de mode Boingo Osmopol.
De nombreux groupes sont passés par Eisengrau : Mania D de Bettina Köster et Gudrun Gut, Übergangslösung, Die tödliche Doris, Malaria!, Einstürzende Neubauten, de Blixa Bargeld, Ben Becker, Fetish, Padeluun.

## Catalogue
- V/A - Eisengrau All Stars (1980, Fe1007)
- Mania D - Live in Düsseldorf & SO36 (Cass; 1980)
- Einstürzende Neubauten : n.dih/blixa/susä (mai 1980, limité à 12 K7)
- Einstürzende Neubauten : Moon, 1. April 1980 / Liveaufnahme in Kunstkopfstereo (1er avril 1980, limité à 20 K7)
- Einstürzende Neubauten : Chaos → Sehnsucht/Energie (Juni 1980, limité à 20 Kassetten)
- Einstürzende Neubauten : Stahlmusik (octobre 1980, limité à 20 K7, no 1002)
- Einstürzende Neubauten : Live In Berlin 1981 (1981, limité à 10 K7)
- Alexander von Borsig : Das Leben Ist Schön (1980)
- Die tödliche Doris : Der Siebenköpfige Informator (1980)